# Nava de Arévalo
Nava de Arévalo es un municipio de España perteneciente a la provincia de Ávila, en la comunidad autónoma de Castilla y León. Tiene una población de 663 habitantes (INE 2024).

## Geografía

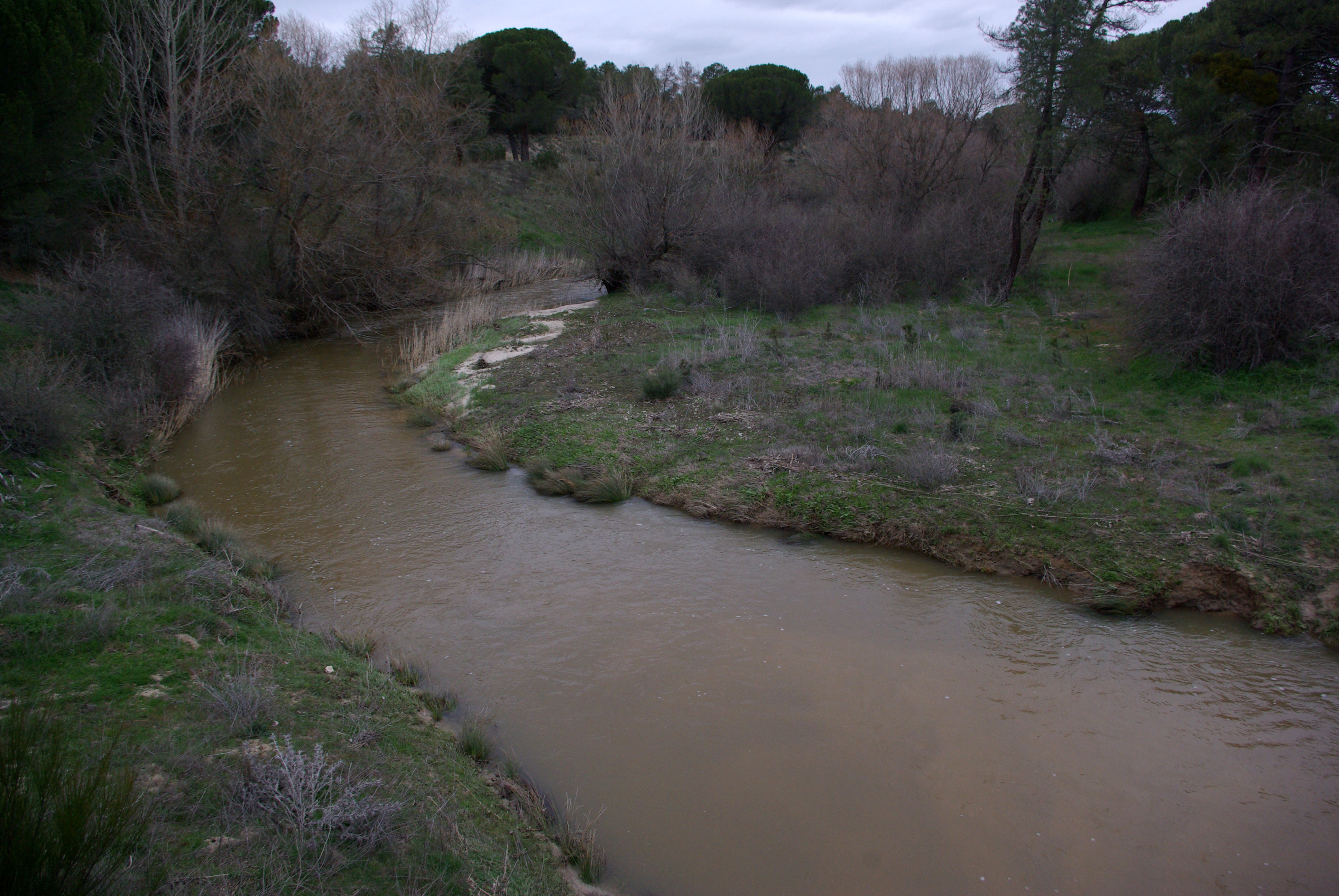
Río Arevalillo

El municipio, situado en la parte norte de la provincia de Ávila, está formado por cinco núcleos urbanos que comparten ayuntamiento: Magazos, Noharre, Palacios Rubios, Vinaderos y la propia localidad de Nava de Arévalo.
Esta última está situada a una altitud de 864 m sobre el nivel del mar.
| Noroeste: Aldeaseca              | Norte: Aldeaseca     | Noreste: Arévalo    |
| Oeste: Langa                     |                      | Este: Arévalo       |
| Suroeste: San Vicente de Arévalo | Sur: Pedro-Rodríguez | Sureste: Tiñosillos |

### Comunicaciones
Esta localidad se encuentra comunicada con la capital por diversas carreteras comarcales:
A Ávila AV.P124 después AV.820 dirección Ávila.
A Arévalo AV.P124 después AV.P116.
Dispone de un servicio de autobús que une la localidad con Arévalo y Ávila dos veces al día de lunes a viernes.

## Historia
No muy clara aunque sí se sabe que los orígenes del pueblo se deben al asentamiento de campesinos que trabajaban para los señores feudales que vivían en Arévalo. De este modo Nava de Arévalo aparece en el siglo XVII como pinar de Arévalo.

## Demografía
Nava de Arévalo cuenta con una población de 663 habitantes (INE 2024).
| Gráfica de evolución demográfica de Nava de Arévalo entre 1842 y 2021 |
| |
| Población de derecho según los censos de población del INE. Población de hecho según los censos de población del INE.Entre el censo de 1857 y el anterior, crece el término del municipio porque incorpora a Magazos, Noharre, Palacios Rubios y Vinaderos. |

## Administración y política
Tras las elecciones municipales de España de 2023, la distribución de los concejales fue la siguiente: PP 5 y PSOE 2.

## Patrimonio
El monumento principal es la iglesia dedicada a San Pedro Apóstol, del siglo XVI. Es de arte múdejar y en su interior cabe destacar sus altares barrocos y su tribuna (a los pies del templo).

## Cultura

### Fiestas
Son muy tradicionales los carnavales aunque los verdaderos patrones son San Isidro; 15 de mayo (al tratarse de una localidad agrícola) y el Corpus Christi (10 días después del lunes de pentecostés); siendo esta la más importante y la que más fieles y seguidores tiene. Cabe destacar la de Nuestra Señora del Carmen; 16 de julio (cofradía), y Santa Águeda; 5 de febrero (también cofradía).

### Educación
En Nava de Arévalo se encuentra el Centro Rural Agrupado (CRA) Los Regajales. Este centro oferta la educación primaria a varios municipios.